# سیارک ۲۳۷۵۱
سیارک ۲۳۷۵۱ (به انگلیسی: 23751 Davidprice، نامگذاری:1998KL37) بیست و سه هزار و هفتصد و پنجاه و یکمین سیارک کشف شده‌است که در ۲۲ مه ۱۹۹۸ کشف شد.
قدر مطلق سیارک برابر ۱۷.۸ است.